# اورتانا (پنسیلوانیا)
اورتانا (به انگلیسی: Orrtanna) یک منطقهٔ مسکونی در ایالات متحده آمریکا است که در شهرستان آدامز، پنسیلوانیا واقع شده‌است. اورتانا ۰٫۵ کیلومتر مربع مساحت و ۱۷۳ نفر جمعیت دارد و ۲۰۴٫۲۲ متر بالاتر از سطح دریا واقع شده‌است.